# 三田あいり
三田 あいり（みた あいり、1978年10月26日 - ）は、日本の女優、タレントである。所属事務所はJMO。東京都出身。身長161cm。

## 略歴
1996年に日本コカ・コーラのCMでデビュー。1999年に、消費者金融会社のプロミス姫と爺シリーズ姫様役のCMにて知名度を得る。以降は舞台やドラマなどを中心に活動。
2008年には露出の多いDVDを発売した。2012年4月23・30日発売の週刊現代で初ヌードを公開した。
2018年1月11日の大安吉日に結婚・入籍をオフィシャルサイトにて発表。

## 出演

### テレビドラマ
- エコエコアザラク 第1話「黒魔術の少女」,第2話「顔」,第3話「リフレインの魔法」（1997年　テレビ東京）- 桜井博美 役
- スターぼうず（2000年）- レオナ 役
- らぶちゃっと 最終回 （2000年　フジテレビ）
- 月曜ミステリー劇場 早乙女千春の添乗報告書11『千葉湯けむりツアー殺人事件』（2001年　TBS）
- はるちゃん6（2002年　フジテレビ）- 夏目美雪 役
- 土曜ワイド劇場『警視庁女性捜査班4』（2003年　テレビ朝日）- 西沢加奈子 役
- あした天気になあれ。（2003年　日本テレビ）
- こちら本池上署（2004年　TBS）- 長岡桃子 役
- 木曜ミステリー『新・科捜研の女4 第8シリーズ』 File.3「科学捜査VS心理捜査！第三の犯行の秘密!!」（2008年　テレビ朝日）- 椎名麻沙子 役

### その他テレビ番組
- 桃の陣（毎日放送）
- 特捜TV!ガブリンチョ（テレビ朝日）
- はなきんデータH（テレビ朝日）
- Live on TV原石めんぼ! （テレビ東京）MC

### ビデオ作品
- 「仁義」シリーズ（28〜31）神林通商・四代目事務員 千春 役
- 本気!26-哀愁編-（2003年）美咲役

### 舞台
- ミュージカル 魔法使いサリー 主演

### 映画
- スイート・ムーンライト（香港映画） 奈々子 役

### CF
- 日本コカ・コーラ （1996年）
- 江崎グリコスーパープリッツ （1997年）
- コナミがんばれゴエモン （1997年）
- NTT関西移動通信網 （1997年）
- マツダ （1998年）
- NTT移動通信網 （1998年）
- プロミス 姫と爺シリーズ （1999年）
- AXEVICE AXEBUSTERS （2007年）
- SONY ハンディカムweb広告 （2008年）

### 写真集
- 約束（2003年　ワニブックス）

### シングル
- GINGER POP TOUR（1996年）日本テレビ系 デラでら!早見英語塾 オープニング
- MIDNIGHT BLUE（2000年） 日本閣CFテーマ

## DVD
- 『Betrayal 〜裏切り〜』（2008年）
- 『deep LOVE』（2014年6月27日　エスデジタル）
- 『ナナとカオル』（2011年4月20日　バップ）
- 『百地三太夫の逆襲』（2012年　グラッソ）
- 『マフィア VS アマゾネス軍団 Z』（2013年　メディアスタッフビジョン）
- 『幸せのカタチ 野外の恋 番外編』（2013年　Loveplace）

## 写真集
- 三田あいり写真集『約束』（2003年9月26日　ワニブックス、撮影:西田幸樹）ISBN 978-4847027789